# Свобода (Люблінське воєводство)
Свобода (пол. Swoboda) — село в Польщі, у гміні Нємце Люблінського повіту Люблінського воєводства.
Населення — 178 осіб (2011).
У 1975-1998 роках село належало до Люблінського воєводства.

## Демографія
Демографічна структура станом на 31 березня 2011 року:
|          | Загалом | Допрацездатний вік | Працездатний вік | Постпрацездатний вік |
| -------- | ------- | ------------------ | ---------------- | -------------------- |
| Чоловіки | 87      | 15                 | 61               | 11                   |
| Жінки    | 91      | 11                 | 53               | 27                   |
| Разом    | 178     | 26                 | 114              | 38                   |